# 3 Words
3 Words este albumul de debut al cântăreței engleze Cheryl Cole, lansat pe 23 octombrie 2009 de Fascination Records. S-a vândut în peste un milion de exemplare în UK.